# Garmanella pulchra
El cachorrito de Progreso (Garmanella pulchra) es una especie de pez actinopterigio de agua dulce, la única del género monotípico Garmanella de la familia de los ciprinodóntidos.
Se comercializan para acuariofilia, pero son muy difíciles de mantener en acuario.

## Morfología
Peces de pequeño tamaño con una longitud máxima descrita de solo 4 cm, En las hembras las barras verticales se vuelven más estrechas y definidas con la edad, mientras que en los machos las barras se vuelven numerosas y luego se rompen en un patrón reticulado.

## Distribución y hábitat
Se distribuye por hábitats costeros, tanto fluviales como salobres, de la península del Yucatán, en México y Belice. Son peces de comportamiento demersal y no migradores, que prefieren temperaturas entre 22 °C y 28 °C,